# Schlacht von Aliwal
Mudki – Ferozeshah – Aliwal – Sobraon
Die Schlacht von Aliwal war eine militärische Auseinandersetzung am 28. Januar 1846 zwischen der Britischen Ostindien-Kompanie und der Sikh-Armee des Punjab im Ersten Sikh-Krieg.

## Vorgeschichte
Am 17. Januar 1846 entsandte der Oberbefehlshaber in Indien Gough den Generalmajor Harry Smith mit einer Brigade Infanterie, zwei indischen Kavallerie-Regimentern und Artillerie, um dem Nachschubzug Geleitschutz bis zur Hauptarmee zu geben. Auf dem Weg eroberte er ein kleines, von muslimischen Söldnern gehaltenes Fort bei Dharmkot.
Dharmkot fiel ohne Verluste und Smith erhielt den Befehl, das von einer Sikh-Armee unter Ranjodh Singh bedrohte Ludhiana zu entsetzen. Außerdem erhielt er noch einige Verstärkungen, bevor er am 21. Januar 1846 bei Baddowal auf die Armee Ranjodh Singhs traf. Diese umfasste 8.000–9.000 Mann und 40 Geschütze und war somit doppelt so stark wie Smiths mit nur 4.000 Mann und 18 Geschützen. Smith entschied sich, den Kampf zu vermeiden und den Gegner südwärts zu umgehen. Dies gelang ihm mit nur wenig Verlusten, darunter allerdings das gesamte Gepäck. Auch Ranjodh Singh erhielt 4.000 Mann Verstärkung.

## Verlauf

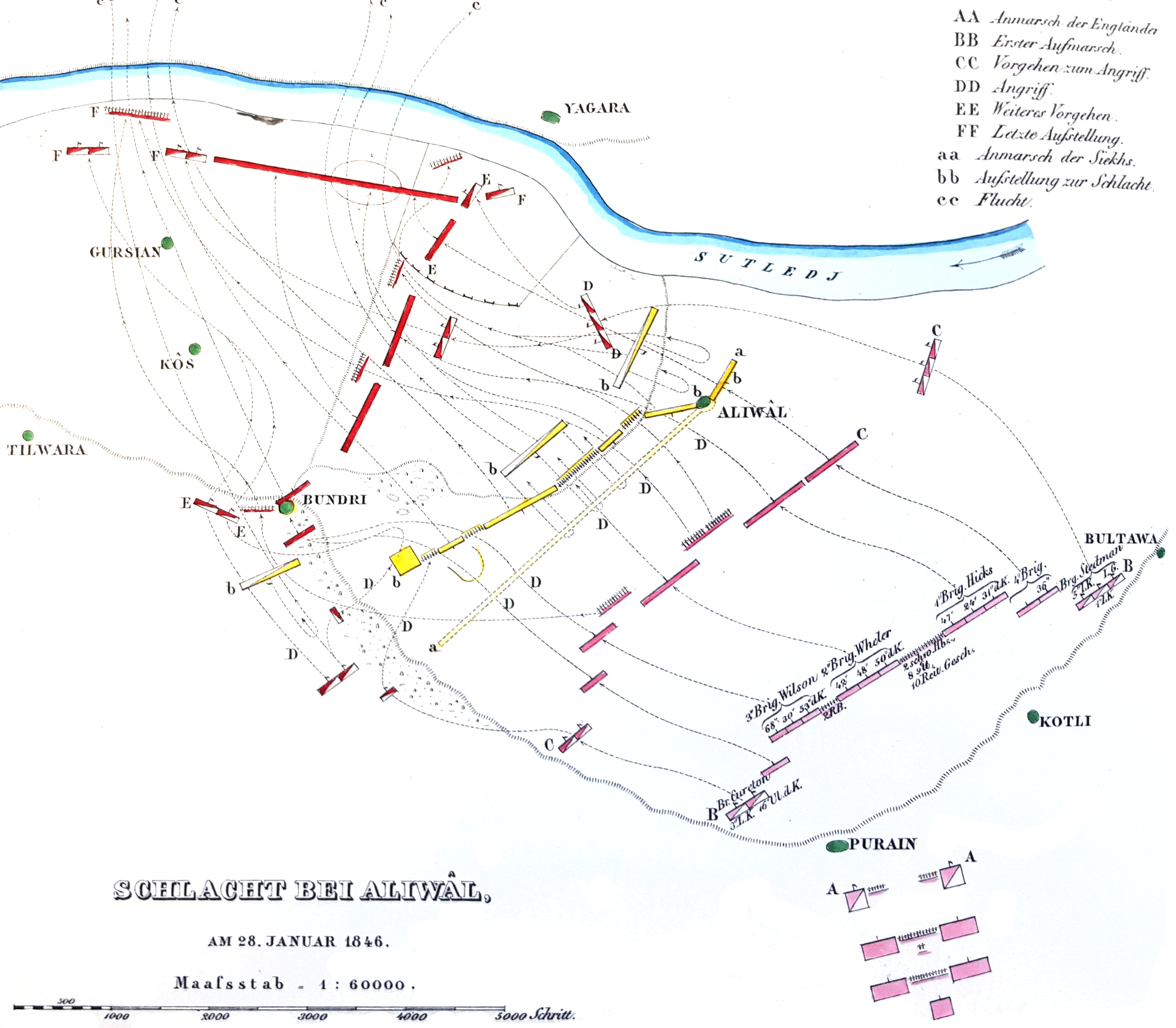
Karte der Schlacht von Aliwal.

General Harry Smith.

Am 28. Januar entschied Smith, den Kampf zu suchen. Seine Truppen umfassten mittlerweile 11.000 Mann, während Singh über 12.000 Mann und 70 Kanonen verfügte. Die Gefechtsformation ruhte an der linken Flanke auf Aliwal, an der rechten auf Bundri. Die Sikhs waren von der Ankunft der britischen Truppen überrascht und Smith befahl einen Infanterieangriff auf die linke Flanke der Sikhs bei Aliwal, während er gleichzeitig die 16th Lancers, ein Kavallerieregiment, die rechte Flanke der Sikhs angreifen ließ. Nach kurzem Kampf gab die linke Flanke der Sikhs nach und flüchtete, unter ihnen Ranjodh Singh. An der rechten Flanke leisteten die Sikhs starken Widerstand, bis sie sich zurückzogen. Ein Versuch ihrerseits sich bei Bundri zu sammeln war nicht erfolgreich. Die Briten trieben die Sikhs über den Satluj zurück und eroberten über 50 Kanonen.

## Auswirkungen
Nach der Schlacht nahm Ghulab Singh, der Premierminister des Reichs der Sikh, erste Kontakte zu den Briten auf, um einen Frieden auszuhandeln. Die Briten forderten die Auflösung der Sikh-Armee. Dies war im Interesse Ghulab Singhs, weil diese zwischenzeitig nicht mehr durch ihn kontrolliert wurde. Da die Auflösung der Armee nicht in ihrer Macht lag, wurde deren Vernichtung auf dem Schlachtfeld zur Voraussetzung für die Erfüllung der Pläne der Sikhführer. Es kam deshalb am 10. Februar zur entscheidenden Schlacht von Sobraon. 